# Municipio de Hampton (Carolina del Norte)
El municipio de Hampton (en inglés: Hampton Township) es un municipio ubicado en el  condado de Davidson en el estado estadounidense de Carolina del Norte. En el año 2010 tenía una población de 1.282 habitantes.

## Geografía
El municipio de Hampton se encuentra ubicado en las coordenadas 35°58′9.97″N 80°21′39.86″O / 35.9694361, -80.3610722.